# مسئولیت انسان سفید (فیلم)
«مسئولیت انسان سفید» (انگلیسی: White Man's Burden (film)) یک فیلم است که در سال ۱۹۹۵ منتشر شد.

## بازیگران
- جان تراولتا
- هری بلافونته
- کلی لینچ
- مارگارت اوری
- مایکل بیچ
- رابرت گوزت
- شریل لی رالف
- تام باور